# Yi Xie
Pour les articles homonymes, voir Xie.
Yi Xie (谢毅, Xiè Yì) (née le 23 juillet 1967 à Fuyang) est une chimiste chinoise spécialisée dans les nanotechnologies et la Chimie du solide. Elle est membre de l'Académie chinoise des sciences et de la Royal Society of Chemistry depuis 2013 . Elle est professeure et directrice de recherche à l'Université de sciences et technologie de Chine. Elle a reçu le prix L'Oréal-Unesco pour les femmes et la science en 2015 pour sa contribution à la création de nanomatériaux inédits permettant d’importantes applications dans la conversion de chaleur et d’énergie solaire en électricité,.